# Przemek Kuczyński
Przemek Kuczyński, właśc. Przemysław Kuczyński, pseud. Benbeneq (ur. 24 listopada 1974) – polski perkusista, muzyk sesyjny, kompozytor, realizator nagrań.
Współpracuje lub współpracował z takimi artystami jak: Edyta Górniak, Janusz Radek, Zbigniew Wodecki, Krzysztof Ścierański, Marek Raduli, Wojtek Pilichowski, Michał Grott, Bernard Maseli, Zbigniew Jakubek, Tomasz Filipczak, Hania Stach, Robert Chojnacki, Marek Kościkiewicz, The Boogie Town, In-Grid, September, Velvet, The Jet Set, Craig David, Ola Turkiewicz (Koncert Niepodległości, Projekt Arboretum), Ziemowit Kosmowski, Michał Urbaniak, Włodzimierz Pawlik, Bartek Papierz, Michał Kobojek, Marc Bee, Paweł Kukiz, Ich Troje, Rezerwat, Be Free, Paweł Marciniak, Roman Kostrzewski, Valdi Moder.
Oficjalny endorser firm: DW, Sabian Cymbals i Osca.

## Dyskografia
Źródło:.
- NaKuMo – Jakub Nowak
- Kocham – Mały Chór Wielkich Serc
- Kolędy – Mały Chór Wielkich Serc
- Dixie niejedno ma imię – Dixie Friends
- Ciągle pędzimy – Krzysztof Jerzy Krawczyk
- Spoko, to tylko płyta – Spooko
- Do Errrrrr... – Marc Bee
- New Day – Be Free
- My First Time – Michał Kobojek
- Futurofobia – Helikopter
- Pierwsza Gwiazdka z BPH – Kolędy
- Directions – Krzysztof Ścierański
- Hey Jimi(...) – kompilacja – Krzysztof Ścierański
- Paryż, Wiedeń, Łódź – Ziemowit Kosmowski
- Error – Alkatraz
- Dotykaj – Rezerwat
- What Am I – Alone
- Vena Festival 2005 – kompilacja, płyta CD i DVD – Fru, Monika Urlik
- Nie jesteś bandziorem – kompilacja (Logical)
- Close Your Eyes – kompilacja (Fruth)
- Domowe Kolędowanie – DomBank
- Kolędy – II Łódzka Fabryka Prezentów Pod Choinkę
- Nie próbuj szukać odpowiedzi – singel – Magda Ptaszyńska
- Normal – Karolina Glazer
- 1 – The Boogie Town
- The Colors – Krzysztof Ścierański
- Siedem Pokus – Doda
- 10 piosenek o miłości – Volver
- Metamorfozy – Kora
- Crossings Project – Karo Glazer
- Night Lakes – Krzysztof Ścierański
- Moda – Hania Stach
- Grawitacja – The Boogie Town